# Гриновецкий, Иосиф Иванович
Иосиф Иванович Гриновецкий (1929, Хмельницкая область, Украинская ССР — 2005, Макеевка, Донецкая область, Украина) — горнорабочий очистного забоя шахтоуправления «Октябрьское» комбината «Макеевуголь» Министерства угольной промышленности Украинской ССР, Донецкая область. Герой Социалистического Труда (1971).

## Биография
Родился в 1929 году в Хмельницкой области. Трудился горнорабочим на шахте «Капитальная» шахтоуправления «Октябрьское» в Макеевке. За выдающиеся трудовые достижения по итогам работы в годы Семилетки (1959—1965) награждён Орденом Ленина.
В последующие годы продолжал показывать высокие трудовые результаты в добыче угля. Досрочно выполнил личные социалистические обязательства и плановые задания Восьмой пятилетки (1966—1970). Указом Президиума Верховного Совета СССР от 30 марта 1971 года удостоен звания Героя Социалистического Труда за «выдающиеся заслуги в выполнении заданий пятилетнего плана по развитию угольной и сланцевой промышленности и достижение высоких технико-экономических показателей» с вручением ордена Ленина и золотой медали «Серп и Молот» (№ 11984).
После выхода на пенсию проживал в Макеевке. Умер в 2005 году.
Память
В августе 2006 года на доме № 6 микрорайона Центральный в Макеевке, где проживал Иосиф Гриновецкий, была установлена мемориальная табличка.
Награды
- Герой Социалистического Труда
- Орден Ленина — дважды (29.06.1966; 1971)
- Знак «Шахтёрская слава»» трёх степеней.